# Trichocontoderopsis kaszabi
Trichocontoderopsis kaszabi là một loài bọ cánh cứng trong họ Cerambycidae.